# Kazuar jednokoralowy
Kazuar jednokoralowy (Casuarius unappendiculatus) – gatunek potężnego, nielotnego ptaka Nowej Gwinei z podrodziny kazuarów (Casuariinae) w rodzinie kazuarowatych (Casuariidae).
Wyróżniają się czarnym połyskującym upierzeniem, przypominającym gęstą sierść. Szyja u obu płci jest pokryta jaskrawo ubarwioną, nagą skórą i niewielkimi, mięsistymi, często jaskrawoczerwonymi wyrostkami skórnymi, tzw. koralami. Kazuary charakteryzuje hełmiasty wyrostek pokryty rogową substancją. Ptaki te osiągają wysokość do 120–150 cm.

## Systematyka
Edward Blyth jako pierwszy zidentyfikował kazuara jednokoralowego na wzór okazu z ptaszarni położonej w Kolkacie (Indie) w 1860 roku. Nazwa rodzajowa Casuarius wywodzi się z malajskiego słowa kesuari, podczas gdy nazwa gatunkowa unappendiculatus nawiązuje do pojedynczego korala kazuara.
Obecnie uznaje się kazuara jednokoralowego za gatunek monotypowy, choć w przeszłości uznawano cztery podgatunki: unappendiculatus, occipitalis, aurantiacus i philipi.

## Morfologia
Upierzenie kazuarów jest szorstkie, podobne do szczeciny, czarne u osobników dorosłych. Większą część nagiej i nieopierzonej głowy pokrywa jasnoniebieska, pomarszczona skóra. Casuariidae różnią się liczbą wyrostków skórnych pod gardłem (korali). Casuarius unappendiculatus posiada pojedynczy, czerwony fałd pośrodku szyi i dwie fałdy u nasady dzioba. Dziób jest krótki, lecz mocny.
Głowa zaopatrzona jest w duży, kostny hełm wyrastający z nasady czaszki i imponująco sterczący na głowie. Hełmy są najbardziej rozwinięte u dorosłych osobników i rosną w trakcie całego życia. Kask kazuara jednokoralowego jest spłaszczony w tylnej części. Obserwacje wykazały, że kazuary używają go w celu odepchnięcia przeszkód podczas poruszania się poprzez zarośla lasów deszczowych oraz przewracania piasku. Hełm wykorzystywany w ten sposób szczególnie sprawdza się w odnajdywaniu owoców spadłych z drzew oraz innego pożywienia wśród szczątków w lesie. Kazuary wykorzystują hełmy do przeciskania się przez gąszcz, jednak mogą one także odgrywać rolę w ustalaniu dominacji podczas sezonu lęgowego.
Na uwstecznionych skrzydłach lotki zredukowane są do stosin, zamiast nich wyrasta 5 długich rogowych prętów. Ogon również nie posiada charakterystycznych lotek. Kazuar posiada silne nogi typowe dla gatunków biegających. Stopa zaopatrzona jest w 3 szeroko rozstawione palce, a wewnętrzny palec jest zakończony długim, ostrym pazurem długości nawet 10 cm.
Kazuary wykorzystują pazury jako groźną broń, wystarczającą do zadawania wrogom śmiertelnych ran, podskakując z wysuniętymi stopami w kierunku nieprzyjaciela. Kazuar atakuje w sytuacji, gdy poczuje się osaczony. Zostało udokumentowanych wiele przypadków ofiar śmiertelnych wśród mieszkańców Nowej Gwinei, jako rezultat napotkania kazuara. Chociaż wiele źródeł twierdzi, że kazuary jednokoralowe są niebezpieczne, inne źródło wskazuje, że ostatnia zarejestrowana śmierć człowieka spowodowana przez niego przypada na 1926 rok.
Długość ciała kazuara jednokoralowego wynosi 120–150 cm. Masa ciała samców wynosi 30 do 37 kg, a samic średnio 58 kg. Samice są większe od samców.

## Występowanie

### Środowisko
Ojczyzną kazuarów jest kraina australijska obejmująca kontynentalny masyw Australii, wielkie wyspy – Nową Gwineę i Nową Zelandię – oraz wiele mniejszych wysepek przy wschodnim krańcu Indonezji i na zachodnim Pacyfiku. Jej granicę z krainą orientalną stanowi tzw. linia Wallace’a, biegnąca między wyspami Bali i Lombok oraz Borneo i Sulawesi. Od strony australijskiej w faunie dominują torbacze, a od strony azjatyckiej zaś ssaki łożyskowe. Ptaki są oczywiście znacznie bardziej mobilne niż ssaki, toteż granica między awifauną obu krain nie jest tak ostra, zwłaszcza zaś Malezja i Indonezja mają pod tym względem charakter przejściowy.
Nowa Gwinea to obszar pokryty głównie lasami deszczowymi. Bogactwo lasów, prawdopodobnie w połączeniu z brakiem wielu ssaków i występowaniem obszarów górskich doprowadziło do powstania bardzo zróżnicowanej awifauny, z liczbą gatunków niemal dorównującą Australii.

### Zasięg występowania
Kazuary zasiedlają lasy tropikalne i bagienne północnej Nowej Gwinei i przyległych wysp Yapen, Batanta i Salawati.  Kazuar jednokoralowy jest spotykany na obszarach nizinnych do wysokości 700 m n.p.m.
Obszerny handel na eksport kazuarów funkcjonuje na Nowej Gwinei od co najmniej 500 lat, z czego wynika malejący trend populacji.

## Ekologia

### Pożywienie
Kazuary są owocożerne, potrafią spożyć setki jagód i innych owoców w ciągu dnia. Pomimo tego, że ich podstawowa dieta składa się z owoców, potrafią także zadowolić się małymi zwierzętami, takimi jak myszy, szczury, żaby, węże, jaszczurki, małe ptaki, owady i ślimaki.

### Zachowanie
Kazuar jednokoralowy prowadzi osiadły tryb życia. Jest skrytym i płochliwym ptakiem, lecz aktywnie broni swego terytorium, zadając letalne kopnięcia. Żyje samotnie prócz 9-miesięcznego okresu po wykluciu piskląt, kiedy to samiec opiekuje się młodymi. Samce kazuarów są wówczas czujne na wypadek niebezpieczeństwa dla piskląt i mogą stać się bardzo agresywne.

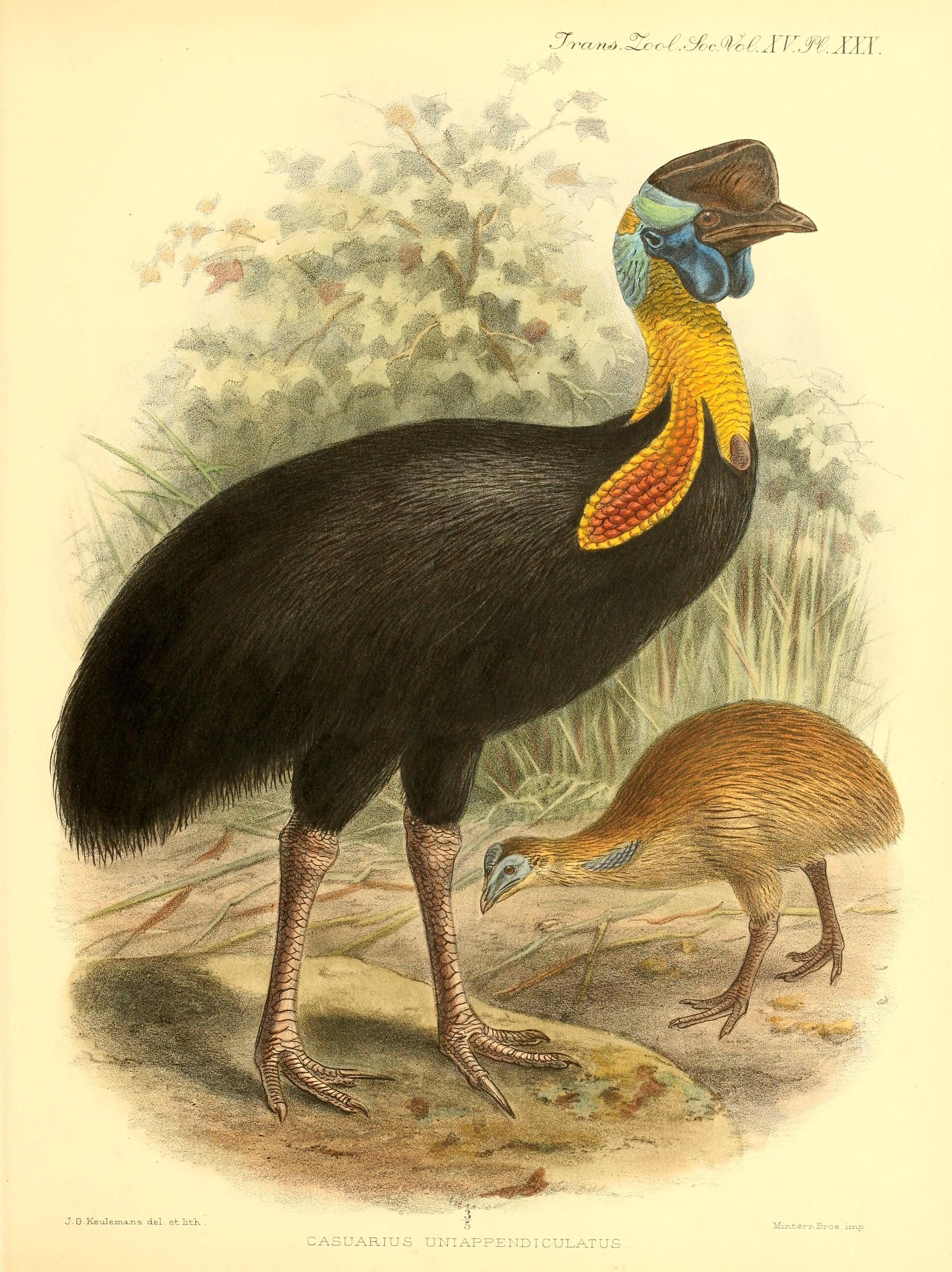
Kazuar jednokoralowy z potomstwem

Kiedy kazuar jednokoralowy jest rozdrażniony, stroszy pióra, a kolor jego korali i szyi ciemnieje. W biegu podąża przez szczeliny i przeskakuje przez przeszkody, co sprawia, że trudno je dogonić. Młode kazuary, w wieku poniżej 9 miesięcy, upadają na ziemię, co czyni je łatwiejszymi do schwytania.
W przypadku nieobecności samca przy wykluciu piskląt, mogą one wpoić sobie postać człowieka jako rodzica, który je chroni. Będą wówczas tworzyć więzi emocjonalne z ludzkimi opiekunami. Te kazuary w przyszłości nie będą kojarzyć się w pary i mogą atakować innych przedstawicieli swojego gatunku.

### Głos
Dźwięki wydawane przez kazuary opisywane są jako donośne, głuche buczenie lub głębokie dudnienie; porykiwanie, poświstywanie i przenikliwy gwizd. Uważa się, że kazuary używają tak niskiej częstotliwości, ponieważ wykazują samotniczy tryb życia i potrzebują takiej formy komunikacji, która roznosi się na długie dystanse. Niskie częstotliwości rozprzestrzeniają się dalej w gęstym, bezwietrznym lesie deszczowym niż dźwięki o wyższych częstotliwościach.
Ich nieufny nawyk i tendencja do pozostawania w ukryciu dostarcza bogatej ochrony dla tak rzucających się w oczy, poprzez jaskrawe kolory oraz duże rozmiary, ptaków.

### Rozród
Podczas zimy i wiosny kazuary stają się mniej agresywne w stosunku do siebie. Samiec popisuje się przed samicą tańcem oraz nadyma swą szyję. Samice często kojarzą się w sezonie z kilkoma parterami. W okresie lęgowym samiec przejmuje całkowitą opiekę nad potomstwem od momentu zniesienia jaj przez samicę. Gniazdo budowane jest najczęściej w zagłębieniu w ziemi z liści i leśnej ściółki. Samica składa 3–5 dużych, bladozielonych jaj, których ciężar przekracza 500 g. Skorupka jaja może być gładka bądź szorstka, w zależności od osobnika. Samiec wysiaduje jaja aż do momentu wyklucia się piskląt, około 47–56 dni. Samice kazuarów nie zapewniają wkładu rodzicielskiego po złożeniu jaj w gnieździe. Są również często odganiane przez samców.

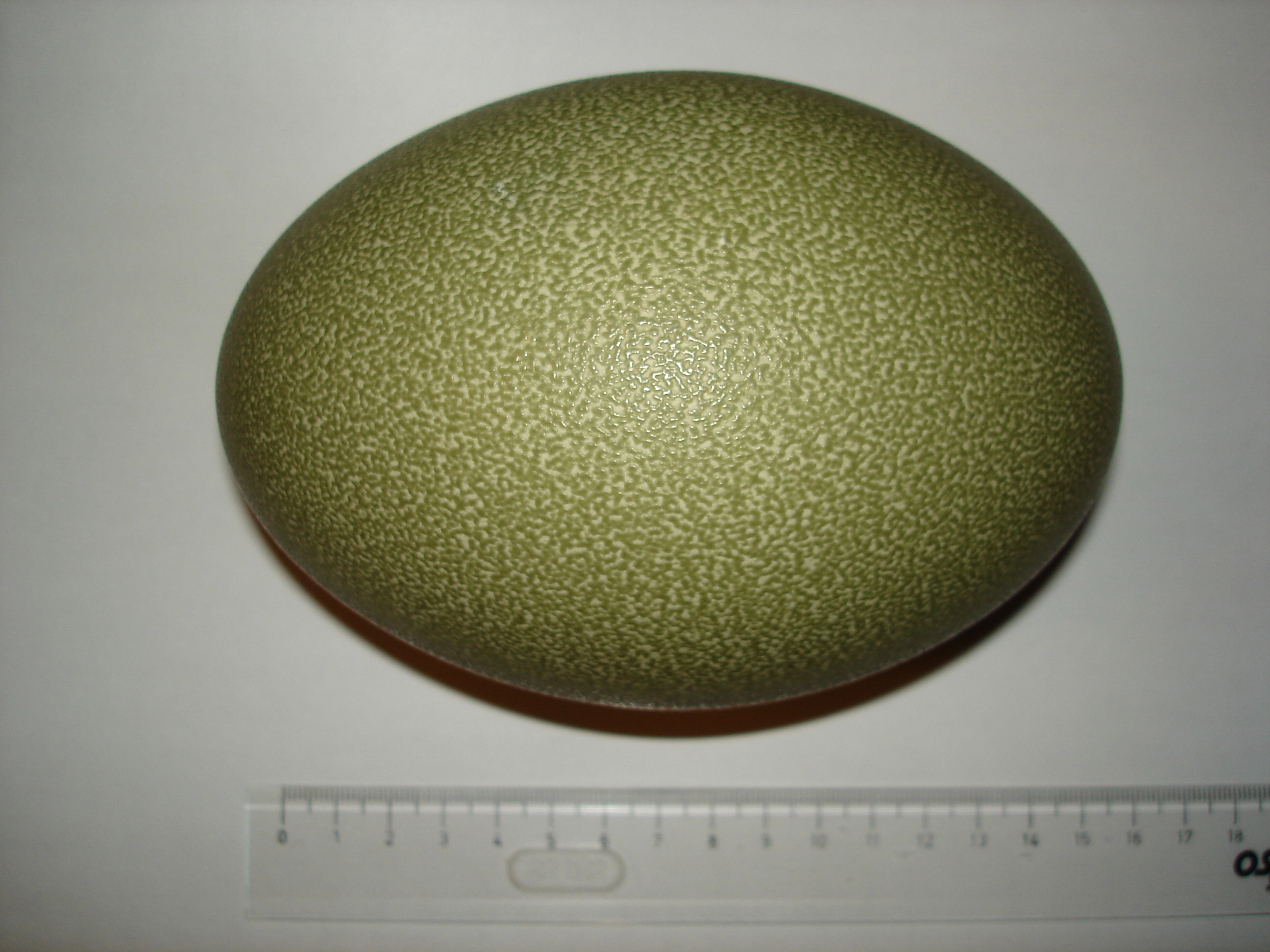
Jajo kazuara jednokoralowego

Pisklęta są szaro-brązowe, ciemno kreskowane. Osiągają rozmiar dorosłego osobnika w ciągu roku, na przestrzeni którego nabywają matowe i brązowe upierzenie. W trakcie kolejnego roku niedojrzałe pióra stają się połyskliwe i czarne. Pisklęta pozostają ze swoim ojcem od 9 do 18 miesięcy, który chroni je i naucza zdobywać pokarm.
Młode kazuary są często przetrzymywane przez mieszkańców Nowej Gwinei i dochowywane w odgrodzonych miejscach do momentu aż będą wystarczająco duże do spożycia.

### Rola w ekosystemie
Kazuary pełnią ważną rolę w ekosystemie, wydalając niestrawione nasiona roślin po uprzednim przeniesieniu ich na odległości ponad 1 km. Odgrywa to znaczącą rolę w regeneracji lasów. Nasiona rzadkich roślin tropikalnych Ryparosa kurrangii okazały się znacznie skuteczniej kiełkować po wcześniejszym przejściu przez układ pokarmowy kazuarów. Tylko 4% roślin wyrosło bez udziału kazuarów, natomiast 92% wyrosło dzięki układowi trawiennemu kazuarów.

## Znaczenie gospodarcze
Kazuary są bardzo cenione przez rdzennych mieszkańców, którzy często trzymają je w niewoli. Papuasi z Nowej Gwinei hodują wszystkie trzy gatunki kazuarów. Ich piór używają do sporządzania pióropuszy na głowę, sztywnych stosin do ozdabiania nosów, a mięso pozyskują w celu konsumpcji.

## Status ochronny
Międzynarodowa Unia Ochrony Przyrody (IUCN) od 2017 roku uznaje kazuara jednokoralowego za gatunek najmniejszej troski (LC – Least Concern). Wcześniej – od 1994 roku – klasyfikowała go jako gatunek narażony (VU – Vulnerable). W związku z trwającymi nadmiernymi polowaniami i utratami siedlisk poprzez odlesianie, kazuar jednokoralowy wykazuje spadek liczebności, choć według nowszych badań wpływ polowań na liczebność nie jest tak wielki, jak wcześniej oceniano.
Według najnowszych szacunków (2016) populacja kazuara jednokoralowego zawiera się w przedziale 10 000–19 999 dorosłych osobników. Trudno jest uzyskać prawdziwe oszacowanie ze względu na ich samotny tryb życia. Populacja kazuarów jednokoralowych została sklasyfikowana jako spadająca w wyniku utraty i fragmentacji siedlisk oraz bardziej wyrafinowanych metod polowania. Inne zagrożenia obejmują aspergilozę, gruźlicę ptaków i klęski żywiołowe, takie jak cyklony.